# Катарина Јовановић (ктитор)
Катарина Јовановић је била знаменити дародавац и добротвор у Железнику. Била је ктитор месне цркве посвећене Светом Стефану Дечанском. Родом је из фамилије Урошевића, била је удата за Михаила Јовановића, трговца из Београда. Као удовица завештала је 1000 дуката селу за цркву изграђену 1906. године. У Железнику је једна улица названа њеним именом.